# Coopetición
La coopetición o coopetencia es la colaboración oportunista entre diferentes actores económicos que son además competidores. El término es una mezcla o una fusión entre dos palabras, competición (concurrencia) y cooperación; se trata de una palabra-fusión, o sea de un neologismo que se genera uniendo el principio de una palabra con el fin de otra palabra.
Esta noción de coopetición o coopetencia fue popularizada por dos autores estadounidenses en el año 1996: Adam M. Brandenburger y Barry J. Nalebuff.
La coo-petición o coo-petition (anglicismo) como una práctica hacia la armonía económica, política y social, y como origen de la evolución social de la humanidad, también hace alusión a la capacidad de las personas de utilizar la naturaleza competitiva humana y el deseo o necesidad de ayudar a otras personas, o grupos de personas, promoviendo orientar su capacidad intelectual, económica, productiva, de manera individual o colectiva, para generar ambientes o condiciones propicias para el desarrollo cultural, económico, político de los pueblos al margen de las creencias, convicciones dogmáticas, políticas, étnicas, como único propósito de mejorar las condiciones y promover el mejor uso o aprovechamiento de los recursos naturales, humanos y sociales, en la búsqueda de un bien superior y colectivo, es un juego, un juego social, quien más aporta, es quien más reconocimiento y valor obtiene.

## Cooperación y concurrencia
La coopetición es una estrategia especial y original de gestión de la competición sobre un mercado; se trata de colaborar con algunos de los competidores, para así intentar captar un beneficio común que de otra manera sería difícil de conseguir. Por razones de costos, del nivel de concurrencia del mercado, de competencias o incluso de influencias, algún tipo de reagrupamiento pasa a ser una alternativa razonable.
La cooperación se establece obviamente hasta un cierto punto, a partir del cual los actores vuelven a una posición de confrontación.
Esta lógica de coopetición está presente en el concepto de ecosistema de negocios, y explica la forma como dos empresas que son competidoras, también pueden llegar a tener interés en asociarse o en colaborar entre sí, al igual que en un ecosistema dos diferentes especies pueden colaborar o beneficiarse mutuamente.

## Impacto jurídico
La coopetición requiere una gran prudencia jurídica, para evitar a las empresas intervinientes toda acusación de entendimiento malévolo entre productores (comportamiento muchas veces penado por las llamadas leyes antitrust).
Por regla general, una célula de cooperación técnica es creada (por ejemplo, la que se produjo uniendo componentes Apple, Motorola, e IBM, para la puesta a punto del equipo PowerPC), y complementariamente el funcionamiento se trata de hacer lo más transparente posible, viabilizado a través por ejemplo de la publicación de diversos instructivos y de información abierta.
Nótese que las empresas que colaboran y participan en una asociación como la indicada, mucho se deben cuidar de bien proteger su respectiva propiedad intelectual e industrial, con el claro fin de no perjudicarse mostrando sin restricciones el corazón de su negocio y/o de algún proceso-clave, donde puede que se tenga alguna ventaja de algún tipo frente a los antagonistas.

## Ejemplos de coopetición
La coopetición con frecuencia es utilizada para financiar una R&D (también llamada I+D) común. Se trata pues de una mutualización de las competencias y posibilidades de dos o más empresas.
Pero obviamente esta forma de alianza también se puede presentar en muchos sectores, acompañando una diversidad de estrategias competitivas.
Cuando por ejemplo dos asociaciones sin ánimo de lucro presentan cada una un dossier respondiendo a un llamado público a efectos de obtener financiamiento, muchas veces las mismas informan abiertamente sus intenciones publicando sus respectivos proyectos en la web o por otros medios, y entonces en los hechos así estas instituciones están adoptando una estrategia coopetitiva, pues en efecto, ello favorece la competición transparente así como la emulación de nuevos enfoques, y también la inteligencia colectiva, y la emergencia de comunidad de prácticas.

### En el sector informática
En noviembre de 2005 por ejemplo, IBM y Oracle, bien que empresas rivales en varios sectores de actividad, establecieron una asociación con el fin de captar el mercado del llamado sistema de planificación de recursos empresariales (ERP) para PYMEs (mercado medio). En este caso Oracle se pudo beneficiar con la extensa red de distribución de IBM, mientras que muchos ingenieros comerciales de IBM pudieron beneficiarse con la transferencia de competencias.
El llamado software libre es un muy buen ejemplo de práctica de la coopetición, ya que varios de estos proyectos de desarrollo (Apache, Núcleo Linux...) fueron y son financiados por empresas concurrentes que como estrategia comercial prefirieron concentrarse en los equipos, dejando los programas de aplicaciones y aún los programas de base (en ciertos nichos) al desarrollo libre. Y lejos de esconder este aspecto, estas firmas lo publicitan como un punto positivo.

### En el sector espacial
La coopetición en el sector espacial también está bastante desarrollada.
Un ejemplo, en oportunidad de las correspondientes licitaciones, las empresas europeas por lo general compiten por la dirección de obra, la actividad generalmente más rentable. Sin embargo, el director de obra no siempre tiene la posibilidad y las competencias necesarias como para realizar de cabo a rabo todas las tareas, entre otras cosas a veces por cuestiones ligadas a la ubicación geográfica, lo que en varios casos le lleva a trabajar con sus competidores directos.
Los rusos y los estadounidenses, que durante la guerra fría competían en materia espacial por razones de prestigio o por otros motivos, en años más recientes han colaborado entre sí, en beneficio de la ciencia, y también debido a que así los enormes costos involucrados en los proyectos se reducían al dividirlos entre dos o más países.